# Medium Altitude Long Endurance
Medium Altitude Long Endurance (kurz: MALE) ist eine mögliche Klassifizierung von unbemannten Luftfahrzeugen (Unmanned Aerial Vehicle – UAV). Medium Altitude (dt.: mittlere Höhe) bezieht sich dabei auf die Einsatzhöhe, die bei MALE-UAV zwischen etwa 5.000 und 15.000 m (15.000 – 45.000 ft) liegt. Long Endurance (dt.: lange Ausdauer) beschreibt Missionszeiten über 24 Stunden. Für gewöhnlich handelt es sich um unbemannte Flächenflugzeuge mit einigen hundert Kilogramm bis mehreren Tonnen Startgewicht, die horizontal starten und landen, also auf Start- und Landebahnen angewiesen sind.

## Beispiele

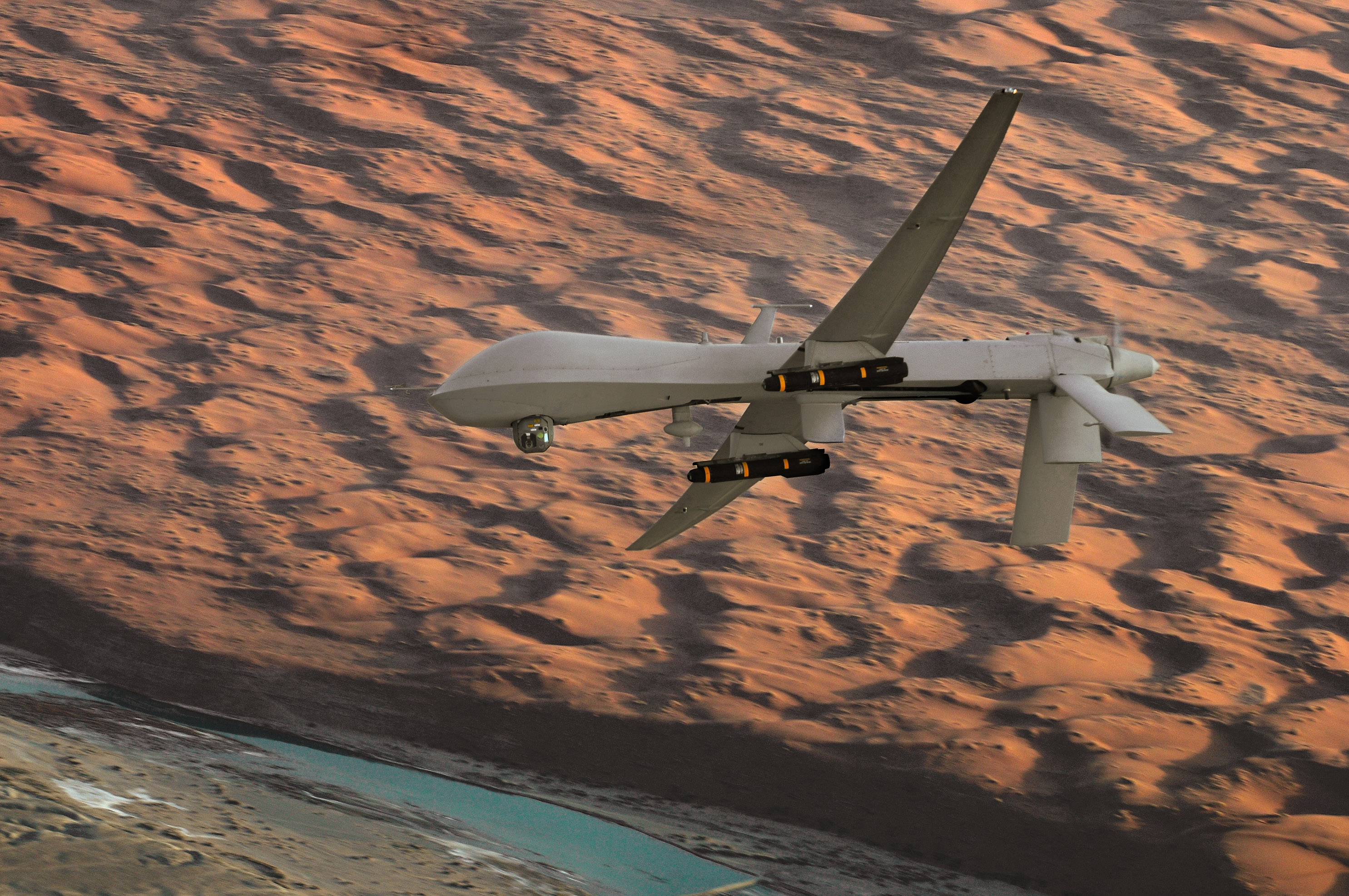
MQ-1 Predator

Typische Vertreter dieser Klasse sind:
- Anka[2]
- Dominator[3]
- Hermes 900
- Bayraktar TB2
- Heron[4]
- Heron TP
- Mantis[5]
- Predator[6]
- Reaper[7]